# Det gör ont
Det gör ont är en poplåt, skriven av Orup och producerad av Anders Hansson. I framförande av Lena Philipsson deltog den i Melodifestivalen 2004 (där den vann) och Eurovision Song Contest 2004 (där den kom på femte plats).
Låten släpptes även på singel det året, och toppade den svenska singellistan. Den finns även med på Lena Philipssons album Det gör ont en stund på natten men inget på dan (2004).

## Melodifestivalen och Eurovision Song Contest
Låten framfördes av Lena Philipsson i den svenska Melodifestivalen 2004 med ett vitt mikrofonstativ och en uppmärksammad koreografi av Hans Marklund. Bidraget segrade, och blev därigenom Sveriges bidrag till Eurovision Song Contest 2004 där Lena Philipsson sjöng den med text på engelska under titeln "It Hurts" som slutade på delad femteplats med Cypern.

## Svensktoppen och Tracks
I svenskspråkig version gick melodin den 25 april 2004 direkt upp på första plats på Svensktoppen . Den 13 juni 2004 var melodin nedpetad till andraplatsen av melodin "Min kärlek" framförd av Shirley Clamp . Den 1 augusti 2004  var melodin utslagen, efter 14 omgångar på Svensktoppen . Melodin låg även på Trackslistan 2004 där den blev årets mest framgångsrika låt.

## Listplaceringar
| Lista (2004-2005) | Position |
| ----------------- | -------- |
| Sverige           | 1        |

## Covers och andra sammanhang
- Det sydafrikanska pojkbandet Hi-5 gjorde en cover på afrikaans med titeln Weer sê dit weer, 2006.
- 2008 gjorde M.A. Numminen en cover på låten [8].
- I Dansbandskampen 2008 framfördes låten av Scotts, med förspelet till Dansa i neon.
- I Dansbandskampen 2010 tolkades låten av Patrik's Combo [9].
- 2010 fanns låten även med i häftet för Allsång på Skansen.